# Plataforma Andaluces Levantaos
La Plataforma Andaluces Levantaos fue una plataforma cívica creada en septiembre de 2004 con el objetivo de impulsar el debate social de la reforma del Estatuto de Autonomía de Andalucía. Sus fundadores fueron los exministros Manuel Clavero Arévalo (UCD) y Manuel Pimentel (PPA), el expresidente socialista del Consejo de Gobierno de la Junta de Andalucía Rafael Escuredo y el andalucista Alejandro Rojas Marcos.
La plataforma se disolvió en febrero de 2007, sin haber podido repetir el consenso político del Pacto de Antequera y sin recomendar el sentido del voto para el referéndum sobre la reforma del estatuto, debido a las diferencias de opinión entre sus fundadores.